# Rätikon
Le Rätikon est un massif des Alpes orientales centrales. Il s'élève entre l'Autriche (Vorarlberg), le Liechtenstein et la Suisse (canton des Grisons), sur la rive droite du Rhin.
Il appartient aux Alpes rhétiques desquelles il tire son nom.
Le Schesaplana est le point culminant du massif.

## Géographie

### Situation
Le massif est entouré par le massif du Bregenzerwald au nord, le massif de Lechquellen au nord-est, le massif de Verwall à l'est, le massif de Silvretta au sud-est, la chaîne de Plessur au sud, les Alpes glaronaises au sud-ouest et les Préalpes appenzelloises à l'ouest.

### Sommets principaux
- Schesaplana, 2 965 m
- Panüelerkopf, 2 859 m
- Salaruelkopf, 2 841 m
- Felsenkopf, 2 833 m
- Grosser Turm, 2 830 m
- Drusenfluh 2 827 m
- Madrisahorn, 2 825 m
- Sulzfluh, 2 817 m
- Schafköpfe, 2 806 m
- Wildberg, 2 788 m
- Mittlerer Turm, 2 782 m
- Kleiner Turm, 2 754 m
- Zimba, 2 643 m
- Weissplatte, 2 630 m
- Scheienfluh, 2 627 m
- Grauspitz, 2 599 m
- Naafkopf, 2 569 m
- Falknis, 2 560 m
- Kirchlispitzen, 2 552 m
- Saulakopf, 2 516 m
- Tilisuna Schwarzhorn, 2 460 m
- Galinakopf, 2 198 m

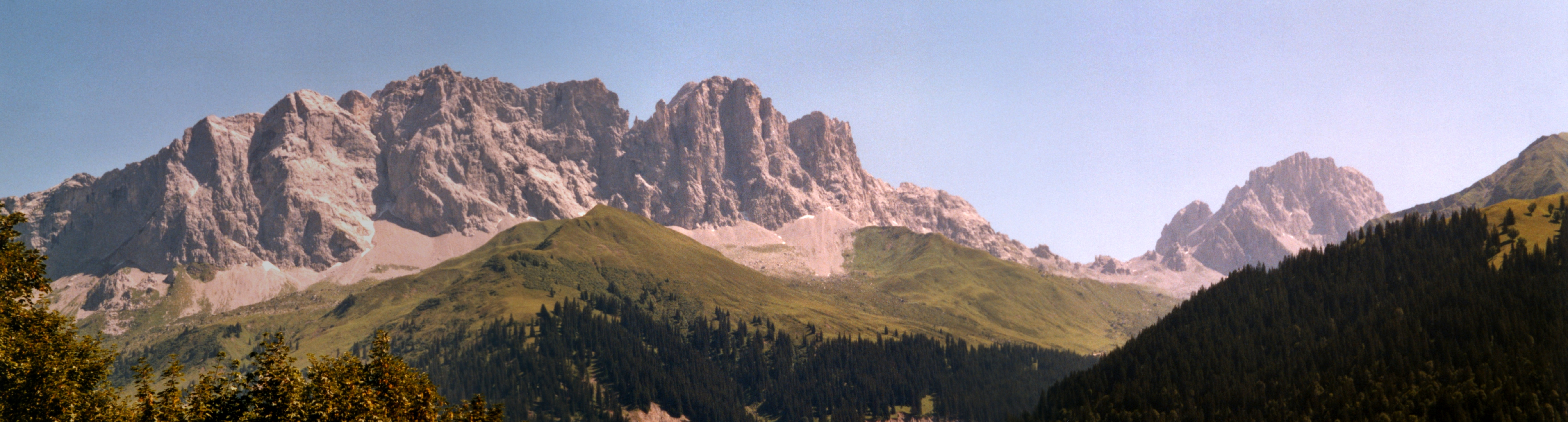
Paysage du Rätikon

- Tschagunser Mittagspitze, 2 168 m
- Golmer Joch, 2 124 m
- Drei Schwestern, 2 053 m

## Géologie
L'appartenance du Rätikon aux Alpes orientales centrales, qui sont en grande majorité composées de roches cristallines, est purement géographique. En effet, le massif, principalement constitué de calcaire, se rattache géologiquement davantage aux Préalpes orientales septentrionales.

## Activités

### Stations de sports d'hiver
- Brand
- Bürseberg
- Fanas
- Gargellen
- Klosters-Serneus
- Malans
- Malbun
- Tschagguns
- Vandans